# Bảo Lộc
Bảo Lộc è una città del Vietnam, situata nella provincia di Lam Dong.